# Peter Scherer (Landrat)
 Peter Scherer (* 15. Juli 1898 in Stennweiler, heute Schiffweiler; † 26. September 1977 ebenda) war ein deutscher Landrat des Landkreises Ottweiler.

## Leben
Scherer wurde 1898 als Sohn des Bäckermeisters und Landwirts Nikolaus Scherer und dessen Ehefrau Katharina (geb. Dörrenbächer) geboren. Nach der Grundschule in seinem Heimatort besuchte er von 1909 bis 1917 das Gymnasium in St. Wendel und die Klosterschule Watersleyde (Holland). Von 1917 bis 1919 diente er als Soldat und nahm am Ersten Weltkrieg teil. Anschließend studierte er von 1920 bis 1922 Rechtswissenschaften und Volkswirtschaft in Berlin.
Von 1922 bis 1945 arbeitete er als Inspektor, Oberinspektor und Generalagent bei der Allianz Versicherungs-AG. Unterbrochen wurde diese Tätigkeit durch die Kriegsteilnahme 1939 und 1943 bis 1945. Nach dem Kriegsende war Scherer von 1945 bis 1947 als Direktor der Kreissparkasse Ottweiler tätig.
Im Jahr 1948 wurde Scherer Landrat in Ottweiler und war bis 1951 im Amt. Im Jahr 1951 wurde er Generaldirektor der Saarland-Versicherungen, bis er 1955 aus dem Staatsdienst entlassen wurde.